# Estación Renca
Renca es una estación ferroviaria que formó parte de la línea Santiago-Valparaíso de la Empresa de los Ferrocarriles del Estado, cuyo servicio de pasajeros no opera actualmente. Se estima que hacia 2029 será una de las futuras estaciones del Tren Santiago-Batuco.
En la actualidad, únicamente trenes de carga operados por Fepasa circulan por esta estación desde la Red Sur a la ciudad de Valparaíso. Cabe destacar que el tren descansa en la estación Llay Llay y luego finaliza su trabajo en la estación Francia en Valparaíso.[cita requerida]

## Tren Santiago-Batuco
Esta estación será la futura estación del servicio tren Santiago-Batuco, actualmente en desarrollo, que consiste en un proyecto de ferrocarril desde Lampa y Batuco hasta la estación Quinta Normal, en la comuna de Santiago.

## Conexión con Red Metropolitana de Movilidad
La estación posee un paradero de la Red Metropolitana de Movilidad en sus alrededores, el cual corresponde a:
| Paradero / Código                                 | Recorridos       |
| ------------------------------------------------- | ---------------- |
| Los Acacios / esq. Av. Sen. Jaime Guzmán (PB1075) | B24 (Huamachuco) |